# Maltas damlandslag i volleyboll
Maltas damlandslag i volleyboll representerar Malta i volleyboll på damsidan. Laget har deltagit i turneringar för mindre stater, som Europamästerskapet i volleyboll för små nationer och spelen för små stater i Europa.

### Fotnoter
1. ↑  https://women.volleybox.net/malta-t1003
2. ↑  ”2000/2001 Senior European Championships” (på engelska). Confédération Européenne de Volleyball. https://www-old.cev.eu/Competition-Area/competition.aspx?ID=51&PID=-2. Läst 22 oktober 2023.
3. ↑  ”2002/2003 Senior European Championships” (på engelska). Confédération Européenne de Volleyball. https://www-old.cev.eu/Competition-Area/competition.aspx?ID=102&PID=-2. Läst 22 oktober 2023.
4. ↑  ”2013 CEV Volleyball European Championship” (på engelska). Confédération Européenne de Volleyball. https://www-old.cev.eu/Competition-Area/competition.aspx?ID=560&PID=-2. Läst 26 mars 2023.